# 1997 VE8
1997 VE8 är en asteroid i huvudbältet som upptäcktes den 6 november 1997 av Beijing Schmidt CCD Asteroid Program vid Xinglong-observatoriet.